# Charles Cardale Luck
Charles Cardale Luck, alias C. C. Luck, född 26 maj 1875 i Stockholm, död 16 juli 1954 i Kenya i Östafrika, var en svensk konstnär och grafiker. Han studerade vid Konstakademien samt i England och Frankrike och målade landskap med motiv från Gotland och England samt gjorde etsningar med ensamma tallar och väderkvarnar.

## Biografi
Luck var son till grosshandlaren Percy Frère Luck (Percy F. Luck) och Hildur Vendela Carolina Evangelina Wikström och från 1910 gift med Cicely Maude Jesse samt bror till Andolie Luck. Han var fram till 1903 verksam i sin fars företag och utövade sitt konstnärskap på fritiden. Han kom senare att studera konst för Johan Tirén och för Axel Tallberg vid Konstakademiens etsarskola samt för Stanhope Forbes i Newlyn, Cornwall och under studieresor till Frankrike. Luck återvände till Stockholm 1915 och var under en kort tid chef för sin fars firma, Percy F Luck & C:o Handelsaktiebolag i Stockholm, grundad 1875 av fadern, grosshandlare Percy F. Luck, som tidigare hade överflyttat från England och bosatt sig i Stockholm. Vid faderns död 1915 efterträddes han av sonen, som kvarstod som verkställande direktör till 1919.
1919 utvandrade Luck till Kenya (fram till 1920 Brittiska Östafrika) i Östafrika, där han drev en plantage. Han intresserade sig där för kaffeodling i större skala.

## Utställningar
Luck medverkade med etsningar i den Baltiska utställningen 1914 och i Grafiska sällskapets retrospektiva utställning på Konstakademien 1911-1912 samt i en internationell grafikutställning i Leipzig 1914.